# Before the White Man Came (film 1912 Turner)
Before the White Man Came è un cortometraggio muto del 1912 diretto da Otis Turner. Prodotto dalla Reliance Film Company, aveva come interpreti Wallace Reid (anche sceneggiatore) e Gertrude Robinson.
Nel 1913, Reid riprese la sua sceneggiatura e diresse (e interpretò) per la Nestor Film Company un rifacimento del film dal titolo A Hopi Legend.

## Produzione
Il film venne prodotto dalla Reliance Film Company.

## Distribuzione
Distribuito dalla Film Supply Company, il film - un cortometraggio di una bobina - uscì nelle sale cinematografiche degli Stati Uniti il 29 giugno 1912.